# امرقع

تعديل مصدري - تعديل

امرقع هي إحدى قرى عزلة سرار بمديرية سرار التابعة لمحافظة أبين، بلغ تعداد سكانها 28 نسمة حسب تعداد اليمن لعام 2004.